# استفان دوبای
استفان دوبای (انگلیسی: Ștefan Dobay; ۲۶ سپتامبر ۱۹۰۹ – ۷ آوریل ۱۹۹۴) بازیکن فوتبال اهل رومانی بود.
وی همچنین در تیم ملی فوتبال رومانی بازی کرده‌است.